# Jean-Thomas Jobin
Jean-Thomas Jobin, né en 1975, est un humoriste absurde québécois.

## Biographie
Ses premières expériences humoristiques se font en cinquième secondaire, au Séminaire St-François, alors qu'il écrit des nouvelles pour le journal étudiant.  
En 1998 et 1999, à Québec, il complète sa formation au Collège Radio Télévision de Québec. En 2000, il participe à un concours de vidéastes amateurs et on lui décerne le prix du public. 
À la suite de ce prix, il auditionne à l'École nationale de l'humour et fut accepté. En 2000,  il complète sa formation en Création humoristique après avoir étudié et fournit des efforts. 
Il fait une tournée de 20 spectacles à travers le Québec, dont le festival Juste pour rire, édition 2000. À l'été de cette même année, il écrit quelques chroniques absurdes pour CKMF.
À l'été 2001, il monte le Show Absurde en collaboration avec Les Denis Drolet. Jobin reçoit cette année-là le prix de la relève pour ses performances lors du festival Juste pour rire, où il a également fait une apparition réussie pendant le gala de Mario Jean au Théâtre Saint-Denis.
À la suite de ces événements, Jean-Thomas Jobin participe à quelques émissions de télévision. Il présente des numéros humoristiques, entre autres au Gala Personnalité de La Presse à Radio-Canada ainsi qu'aux Cabarets de l'humour animés par Michel Barrette sur TQS. Il interpréte aussi des seconds rôles dans les séries Catherine et Le plateau, diffusées à la Radio-Canada.
Pendant l'automne 2001, il participe à L'humour après l'école, une tournée de spectacles se déroulant dans les grandes salles de la province, organisée par l'École nationale de l'humour.
À l'été 2002, Jean-Thomas Jobin et Les Denis Drolet reviennent avec Le Show Absurde 2, présenté au Studio Juste pour rire pour huit représentations. En 2002, à sa première présence au Grand Rire Bleu de Québec, Jean-Thomas reçoit le nez d'or de la Révélation. Il partage ce prix avec Mike Ward et Martin Rozon.
En février 2003, Jean-Thomas participe au  Club Labrèche de l'émission Le grand blond avec un show sournois à titre de vulgarisateur des choses simples.
En mai 2003, Jean-Thomas Jobin s'envole en Europe où il fait découvrir son univers loufoque au Festival de l'humour de Cavaillon en Provence.
Il fait partie de la tournée Juste pour rire, cuvée 2003-2004, lancée lors du dernier festival. En compagnie de Cathy Gauthier, Stéphane Fallu ainsi que Pascal Babin, Jean-Thomas parcourt tout le Québec jusqu'au printemps 2004. À l'été 2004, Jean-Thomas coanime pour la première fois un gala en compagnie de Maxim Martin, au Grand Rire Bleu de Québec. À la suite de leur performance, ils reçoivent le nez d'or du coup de cœur du festival.
En 2004, il est chroniqueur à Fun Noir à TQS et à Une émission couleur à Radio-Canada. Il est nommé Révélation de l'année au Gala Les Olivier. 
Il présente un premier one man show éponyme dès octobre 2005 dans une tournée qui se termine en 2008. Un DVD de ce spectacle est sorti en magasin le 2 septembre 2008. En février 2006, au gala Les Olivier, Jean-Thomas est en nomination dans 2 catégories, soit Spectacle d'humour de l'année et Auteur de l'année. Il est également possible de voir son nom dans les nommés du « Spectacle d'humour de l'année » en octobre 2006, au gala de l'ADISQ.
Jean-Thomas participe depuis 5 ans au cabaret littéraire Les Auteurs du dimanche et a fait partie de l'émission Legendre idéal au printemps 2007.
En 2008, il participe à Dieu Merci !, émission présentée à TVA par l'animateur Éric Salvail.
En février 2009, il devient le porte-parole d'Industrielle Alliance. On peut notamment le voir dans des publicités à la télé et l'entendre à la radio. En décembre de la même année, il démarre une nouvelle websérie qui s'intitule Père poule qui se retrouve sur son site internet. Il aurait voulu développer, par la suite, le projet en série télévisée, mais cela ne s'est pas concrétisé. 
Il travaille également sur un projet de comédie basée sur les publicités de Mise-O-Jeu, dans lesquelles il tient la vedette avec Dominic Paquet et Adib Alkhalidey.
En 2010, il présente son deuxième one man show, Soulever des Corneliu. 
En février 2013, il participe, malgré son acrophobie, à l'émission Le Grand Saut diffusée sur les ondes de V. Encore à ce jour, certains s'entendent pour dire que ceci constitue son plus grand succès professionnel. 
Au Gala Les Olivier de 2016, il est sacré auteur de l'année pour son spectacle Apprendre à s'aimer, son troisième one man show, alors que Pierre-Michel Tremblay a reçu la statuette pour la mise en scène de ce même spectacle.
Il apprécie particulièrement les bottins téléphoniques et les mallettes de poker.
En 2021, il gagne la première saison de Big Brother Célébrités, la version québécoise de Celebrity Big Brother.
En 2023, il débute la tournée de son quatrième one man show, intitulé Dix Stricts Trente Thés Un,, dans lequel il s'éloigne un peu de son personnage absurde, et s'inspire plus de sa propre réalité.
En 2025, il participe à la cinquième saison de Big Brother Célébrités des "Champions versus recrues". Il se fait évincer au cours de la saison, et il a nommé ne pas être surpris, étant donné qu'il était une grande cible. 